# Liste der Kulturdenkmale in Bitterfeld-Wolfen
In der Liste der Kulturdenkmale in Bitterfeld-Wolfen sind alle Kulturdenkmale der Stadt Bitterfeld-Wolfen (Landkreis Anhalt-Bitterfeld) und ihrer Ortsteile aufgelistet. Grundlage ist das Denkmalverzeichnis des Landes Sachsen-Anhalt, das auf Basis des Denkmalschutzgesetzes des Landes Sachsen-Anhalt vom 21. Oktober 1991 durch das Landesamt für Denkmalpflege und Archäologie Sachsen-Anhalt erstellt und seither laufend ergänzt wurde (Stand: 31. Dezember 2024).

## Kulturdenkmale nach Ortsteilen

### Bitterfeld
| Lage | Bezeichnung                              | Beschreibung | Erfassungs- nummer | Ausweisungsart               | Bild                                     |
| --- | ---------------------------------------- | --- | ------------------ | ---------------------------- | ---------------------------------------- |
| Altschloßstraße 4–6 (Karte)                                                                                         | Wohnhaus                                 | | 094 17600          | Baudenkmal                   | Wohnhaus                                 |
| Altschloßstraße 8, 10 (Karte)                                                                                       | Wohnhaus                                 | Das Haus wurde um 1910 erbaut. Es handelt sich um ein Doppelhaus aus Ziegeln. Das Haus hat zwei Geschosse und ein Walmdach. Auf dem Dach befinden sich Dachhäuser. Die Eingänge befinden sich rechts und links, davor eine kleine Treppe. Die Eingänge sind durch Vorbauten betont, über den Eingängen befindet sich ein Segmentbogen. | 094 17602          | Baudenkmal                   | Wohnhaus                                 |
| Altschloßstraße 15 (Karte)                                                                                          | Wohnhaus                                 | Das Haus wurde um 1910 erbaut. | 094 17603          | Baudenkmal                   | Wohnhaus                                 |
| Altschloßstraße 16 (Karte)                                                                                          | Wohnhaus                                 | | 094 17604          | Baudenkmal                   | Wohnhaus                                 |
| Am Park der Chemiearbeiter 1 (Karte)                                                                                | Wohnhaus                                 | | 094 95287          | Baudenkmal                   | Wohnhaus                                 |
| Am Park der Chemiearbeiter 2, 3 (Karte)                                                                             | Wohnhaus                                 | | 094 95288          | Baudenkmal                   | Wohnhaus                                 |
| Am Park der Chemiearbeiter 4, 5 (Karte)                                                                             | Wohnhaus                                 | | 094 95289          | Baudenkmal                   | Wohnhaus                                 |
| Am Park der Chemiearbeiter 6 (Karte)                                                                                | Wohnhaus                                 | Wohnhaus | 094 95290          | Baudenkmal                   | Wohnhaus                                 |
| Am Park der Chemiearbeiter 7, 8 (Karte)                                                                             | Wohnhaus Am Park der Chemiearbeiter 7, 8 | Wohnhaus Im späten 19. Jahrhundert in Ziegelbauweise errichtetes Wohnhaus | 094 95291          | Baudenkmal                   | Wohnhaus Am Park der Chemiearbeiter 7, 8 |
| Am Park der Chemiearbeiter 9 (Karte)                                                                                | Wohnhaus                                 | Wohnhaus Das Haus im Landhausstil wurde Ende des 19. Jahrhunderts erbaut. | 094 95292          | Baudenkmal                   | Wohnhaus                                 |
| Am Park der Chemiearbeiter 10 (Karte)                                                                               | Wohnhaus                                 | | 094 95293          | Baudenkmal                   | Wohnhaus                                 |
| Am Theater 2, 3, 4, 5 (Karte)                                                                                       | Häusergruppe                             | | 094 81616          | Denkmalbereich               | Häusergruppe                             |
| Am Theater 7 (Karte)                                                                                                | Wohn- und Geschäftshaus                  | | 094 81617          | Baudenkmal                   | Wohn- und Geschäftshaus                  |
| An der Sorge 6 (Karte)                                                                                              | Wohnhaus                                 | | 094 17605          | Baudenkmal                   | Wohnhaus                                 |
| An der Sorge 12 (Karte)                                                                                             | Wohnhaus                                 | | 094 96566          | Baudenkmal                   | Wohnhaus                                 |
| An der Sorge 16 (Karte)                                                                                             | Wohnhaus                                 | Wohnhaus | 094 95135          | Baudenkmal                   | Wohnhaus                                 |
| B 184, Säurekreuzung, Richtung Wolfen (Karte)                                                                       | Ehrenmal                                 | | 094 96668          | Baudenkmal                   | Weitere Bilder                           |
| Badergasse 7, Burgstraße 29, 31, 33, 35, 37, 39, Markt 1, 3, 4, 6, 7, 8, 9, Walter-Rathenaustraße 1, 1a, 1b (Karte) | Platz                                    | Platz | 094 17622          | Denkmalbereich               | Platz                                    |
| Badergasse 7 (Karte)                                                                                                | Wohn- und Geschäftshaus                  | Wohn- und Geschäftshaus | 094 17606          | Baudenkmal                   | Wohn- und Geschäftshaus                  |
| Bahnhofstraße 1 (Karte)                                                                                             | Hotel Kaiserhof                          | Das Hotel Kaiserhof wurde von 1892 bis 1894 erbaut. Das Hotel befindet sich an einer Straßengabelung, direkt gegenüber dem Bahnhof. An der Ecke befindet sich Risalit mit einem Turmaufsatz und einer Schweifhaube. Hier wohnte Graf Zeppelin im Jahre 1909. Das Haus ist heute eine Ruine. | 094 16217          | Baudenkmal                   | Weitere Bilder                           |
| Bahnhofstraße 7c (Karte)                                                                                            | Wohnhaus                                 | | 094 81618          | Baudenkmal                   | Wohnhaus                                 |
| Bahnhofstraße 20, Bismarckstraße 42a, 42b (Karte)                                                                   | Wohnhaus                                 | Das Eckhaus prägt die Ecke Bismarckstraße und Bahnhofstraße. | 094 95301          | Baudenkmal                   | Wohnhaus                                 |
| Berliner Straße 12 (Karte)                                                                                          | Villa am Bernsteinsee                    | auch als Biermannsche Villa bezeichnete repräsentative Villa von 1896 | 094 80080          | Baudenkmal                   | Weitere Bilder                           |
| Binnengärtenstraße (Karte)                                                                                          | Toilettenhaus                            | Toilettenhaus 2020 als Denkmal eingetragen | 094 71721          | Baudenkmal                   | Toilettenhaus                            |
| Binnengärtenstraße 6, 7 (Karte)                                                                                     | Häusergruppe Binnengärtenstraße 6, 7     | Häusergruppe aus zwei zweigeschossigen Wohnhäusern aus der zweiten Hälfte des 19. Jahrhunderts | 094 81619          | Baudenkmal                   | Häusergruppe Binnengärtenstraße 6, 7     |
| Binnengärtenstraße 10 (Karte)                                                                                       | Wohnhaus Binnengärtenstraße 10           | zweigeschossiges gründerzeitliches Wohnhaus aus dem späten 19. Jahrhundert | 094 17608          | Baudenkmal                   | Wohnhaus Binnengärtenstraße 10           |
| Binnengärtenstraße 16 (Karte)                                                                                       | Lutherhaus                               | monumental wirkendes Gemeindehaus aus dem Jahr 1927 | 094 17609          | Baudenkmal                   | Lutherhaus                               |
| Binnengärtenstraße 17 (Karte)                                                                                       | Europagymnasium Walther Rathenau         | Die Schule wurde als katholische Volksschule von 1930 bis 1933 erbaut, aktuell ist es das Europagymnasium Walther Rathenau. | 094 17607          | Baudenkmal                   | Europagymnasium Walther Rathenau         |
| Bismarckstraße 5 (Karte)                                                                                            | Wohnhaus                                 | | 094 95295          | Baudenkmal                   | Wohnhaus                                 |
| Bismarckstraße 7 (Karte)                                                                                            | Mauer                                    | Die Mauer befindet sich gegenüber Einmündung der Moltkestraße. Die Mauer ist ein Teil einer gründerzeitlichen Gartenmauer aus der zweiten Hälfte des 19. Jahrhunderts. | 094 95296          | Baudenkmal                   | Mauer                                    |
| Bismarckstraße 16 (Karte)                                                                                           | Wohn- und Geschäftshaus                  | | 094 95297          | Baudenkmal                   | Wohn- und Geschäftshaus                  |
| Bismarckstraße 17 (Karte)                                                                                           | Wohn- und Geschäftshaus                  | | 094 95298          | Baudenkmal                   | Wohn- und Geschäftshaus                  |
| Bismarckstraße 38 (Karte)                                                                                           | Herberge Zur Heimat                      | Das Altenheim „Herberge Zur Heimat“ wurde um 1890 erbaut. Das Haus steht als Eckbau an einer Straßenecke. Die Fassade wird geprägt von zwei Risalite an jeder Straßenseite. Der Eingang befindet sich in der Ecke. Das Haus wurde als Herberge für Wanderarbeitsgesellen erbaut. | 094 95299          | Baudenkmal                   | Herberge Zur Heimat                      |
| Bismarckstraße 41a (Karte)                                                                                          | Verwaltungsgebäude                       | | 094 95300          | Baudenkmal                   | Verwaltungsgebäude                       |
| Bismarckstraße 55, 56, 57 (Karte)                                                                                   | Häusergruppe                             | | 094 95302          | Denkmalbereich               | Häusergruppe                             |
| Bismarckstraße 59 (Karte)                                                                                           | Wohn- und Geschäftshaus                  | | 094 81621          | Baudenkmal                   | Wohn- und Geschäftshaus                  |
| Braustraße 11 (Karte)                                                                                               | Wohnhaus                                 | | 094 95303          | Baudenkmal                   | Wohnhaus                                 |
| Braustraße 12 (Karte)                                                                                               | Wohnhaus                                 | | 094 95304          | Baudenkmal                   | Wohnhaus                                 |
| Brehnaer Straße 2 (Karte)                                                                                           | Villa                                    | Die Villa befindet sich an der Ecke Güterbahnhofstraße. Erbaut wurde die Villa um 1880. | 094 95307          | Baudenkmal                   | Villa                                    |
| Brehnaer Straße 32 (Karte)                                                                                          | Verwaltungsgebäude                       | | 094 95309          | Baudenkmal                   | Verwaltungsgebäude                       |
| Brehnaer Straße 63 (Karte)                                                                                          | Schule                                   | Südschule | 094 95306          | Baudenkmal                   | Schule                                   |
| Burgstraße 1 (Karte)                                                                                                | Schule                                   | Schule vor dem Halleschen Tore, Loberschule | 094 17611          | Baudenkmal                   | Schule                                   |
| Burgstraße 8 (Karte)                                                                                                | Wohn- und Geschäftshaus                  | Wohn- und Geschäftshaus | 094 17613          | Baudenkmal                   | Wohn- und Geschäftshaus                  |
| Burgstraße 8 | Sammlung                                 | Sammlung 2024 als Denkmal ausgewiesen | 094 18905          | bewegliches Kulturdenkmal    |                                          |
| Burgstraße 23 (Karte)                                                                                               | Speicher                                 | | 094 17615          | Baudenkmal                   | Speicher                                 |
| Burgstraße 28 (Karte)                                                                                               | Wohn- und Geschäftshaus                  | Fürstenherberge | 094 17616          | Baudenkmal                   | Wohn- und Geschäftshaus                  |
| Burgstraße 35 (Karte)                                                                                               | Wohn- und Geschäftshaus                  | | 094 17618          | Baudenkmal                   | Wohn- und Geschäftshaus                  |
| Burgstraße 39 (Karte)                                                                                               | Wohn- und Geschäftshaus                  | | 094 17617          | Baudenkmal                   | Wohn- und Geschäftshaus                  |
| Burgstraße 42 (Karte)                                                                                               | Wohn- und Geschäftshaus                  | | 094 17619          | Baudenkmal                   | Wohn- und Geschäftshaus                  |
| Burgstraße 5, 6, 7, 8, 9, 10, 11, Ratswall 1 (Karte)                                                                | Straßenzug                               | | 094 17610          | Denkmalbereich               | Straßenzug                               |
| Burgstraße 83, 85, 87, Töpferwall 24, 26, 28, 30, 32, 34, 36 (Karte)                                                | Straßenzeile                             | | 094 17620          | Denkmalbereich               | Straßenzeile                             |
| Dessauer Straße, Ecke Feldstraße (Karte)                                                                            | Gedenkstein                              | Der Gedenkstein wurde im Jahr 1962 aufgestellt. Auf dem Gedenkstein befindet sich ein Medaillon mit Ernst Thälmann. Thälmann hat in einer Bitterfelder Gaststätte in den Jahren 1925 und 1929 Reden gehalten. | 094 06120          | Baudenkmal                   | Gedenkstein                              |
| Dessauer Straße 8, Ecke Weinbergstraße (Karte)                                                                      | Wohn- und Geschäftshaus                  | Flora-Apotheke | 094 95311          | Baudenkmal                   | Wohn- und Geschäftshaus                  |
| Dessauer Straße 9, Weinbergstraße, Weinbergstraße (Karte)                                                           | Schule                                   | Helene-Lange-Schule und Pestalozzischule | 094 95310          | Baudenkmal                   | Schule                                   |
| Dessauer Straße 13 (Karte)                                                                                          | Wohn- und Geschäftshaus                  | | 094 95312          | Baudenkmal                   | Wohn- und Geschäftshaus                  |
| Dessauer Straße 22, 22a (Karte)                                                                                     | Wohnhaus                                 | | 094 95313          | Baudenkmal                   | Wohnhaus                                 |
| Dessauer Straße 40a, 41, 42, 43, 44, 45, 46, 47, 48, 49 (Karte)                                                     | Straßenzeile                             | Die Straßenzeile wurde Ende des 19. Jahrhunderts erbaut. Sie ist geschlossen erhalten geblieben. Es sind zwei- und dreigeschossige Bauten. | 094 81622          | Denkmalbereich               | Weitere Bilder                           |
| Dessauer Straße 79 (Karte)                                                                                          | Wohn- und Geschäftshaus                  | Das Haus wurde in den 1920er Jahren erbaut. Es steht an der Ecke zur Emil-Obst-Straße und prägt so das Straßenbild der Dessauer Straße. Es ist ein viergeschossiger Bau mit einem flachen Satteldach. Die Ecke zur Emil-Obst-Straße ist halbrund und ist hervorgehoben. Im Erdgeschoss befinden sich Ladenlokale. | 094 95314          | Baudenkmal                   | Wohn- und Geschäftshaus                  |
| Dürener Straße (Karte)                                                                                              | Gedenkstein                              | Gedenkstein 2020 als Denkmal eingetragen | 094 71720          | Kleindenkmal                 | Gedenkstein                              |
| Dürener Straße 31 (Karte)                                                                                           | Wohnhaus                                 | | 094 95315          | Baudenkmal                   | Wohnhaus                                 |
| Elektronstraße 1, 2, 3, 4, 5, 6 und weitere Häuser (Karte)                                                          | Siedlung                                 | Die Elektron-Siedlung oder Kraftwerkssiedlung wurde bis 1930 erbaut. | 094 90008          | Denkmalbereich               | Siedlung                                 |
| Feldstraße 3 (Karte)                                                                                                | Wohnhaus                                 | | 094 95316          | Baudenkmal                   | Wohnhaus                                 |
| Friedensstraße 45 (Karte)                                                                                           | Feierhalle                               | Die Friedhofskapelle wurde im neuromanischen Stil mit Glockenturm und verbrettertem Giebel erbaut. | 094 06183          | Baudenkmal                   | Feierhalle                               |
| Friedensstraße 45, 47 (Karte)                                                                                       | Neuer Friedhof                           | Friedhof Der Neue Friedhof Bitterfeld wurde von 1921 bis 1922 angelegt, der Entwurf für den Friedhof stammt von Bruno Möhring. Am Eingang finden sich zwei Wohnhäuser. | 094 95318          | Baudenkmal                   | Weitere Bilder                           |
| Friedensstraße 45, 47                                                                                               | Feierhalle                               | Feierhalle | 094 95318 001      | Teilobjekt eines Baudenkmals | Feierhalle                               |
| Friedensstraße, auf dem Neuen Friedhof (Karte)                                                                      | Gedenkstätte                             | Sowjetischer Ehrenfriedhof | 094 95318 002      | Teilobjekt eines Baudenkmals | Weitere Bilder                           |
| Friedensstraße 45, 47 (Karte)                                                                                       | Skulptur                                 | Skulptur „Mutter mit Kindern“ von Felix Pfeifer. Im Mai 2021 wurde die Skulptur Opfer von Vandalismus. Eine der vier Kinderfiguren wurde herausgesägt und gestohlen. | 094 98582          | Baudenkmal                   | Weitere Bilder                           |
| Goethestraße 5 (Karte)                                                                                              | Wohnhaus                                 | | 094 95319          | Baudenkmal                   | Wohnhaus                                 |
| Griesheimstraße 1, 3, 4, 5, 6, 7, 9, 11, 13 (Karte)                                                                 | Siedlung                                 | | 094 95320          | Denkmalbereich               | Weitere Bilder                           |
| Hahnstückenweg 4 (Karte)                                                                                            | Denkmal                                  | | 094 96513          | Baudenkmal                   | BW                                       |
| Holzweißiger Straße 1, 2, 3, 4, 5, 11, 12, 13 (Karte)                                                               | Straßenzeile                             | | 094 95321          | Denkmalbereich               | Weitere Bilder                           |
| Ignatz-Stroof-Straße 13 (Karte)                                                                                     | Villa                                    | Die Villa Sonnenkäfer wurde um 1925 erbaut. Es ist eine zweigeschossige Villa aus Ziegel mit einem Walmdach. Die Fassade ist geprägt durch Erker, Türmen und Dachaufbauten, der Grundriss des Hauses ist unregelmäßig. Zur Villa gehört ein großer Garten, um dem Garten steht eine Mauer. Heute befindet sich hier der Kindergarten Villa Sonnenkäfer. | 094 95323          | Baudenkmal                   | Villa                                    |
| Ignatz-Stroof-Straße (Karte)                                                                                        | Kirche                                   | Die evangelische Kirche in der Werkssiedlung „Deutsche Grube“ wurde von 1905 bis 1907 erbaut. Nach dem Tod des ehemaligen Eigentümers des Bergwerks „Deutsche Grube“ Louis Bauermeister im Jahr 1927 wurde die Kirche auch „Bauermeister-Gedächtniskirche“ genannt. 2020 wurde sie entwidmet und an privat verkauft. | 094 95322          | Baudenkmal                   | Kirche                                   |
| Kirchplatz 3 (Karte)                                                                                                | Distanzstein                             | Der Distanzstein befindet sich im Garten des Museums. er stand ursprünglich an der Ecke Walter-Rathenau-Straße/Bismarckstraße. Der Stein hat eine Höhe von etwa 1,2 Meter und trägt die Inschrift: „Myriameter“. Ein Myriameter sind 10.000 Meter. Die Inschrift ist ein Hinweis auf das Aufstellungsjahr 1875, als von Meile zum Metrischen System umgestellt wurde. | 094 05203          | Baudenkmal                   | Distanzstein                             |
| Kirchplatz 3 (Karte)                                                                                                | Wohn- und Geschäftshaus                  | | 094 17621          | Baudenkmal                   | Wohn- und Geschäftshaus                  |
| Kirchplatz (Karte)                                                                                                  | Kirche                                   | Die Kirche St. Antonius wurde von 1905 bis 1910 erbaut. Der Vorgängerbau wurde 1905 abgerissen. | 094 95327          | Baudenkmal                   | Weitere Bilder                           |
| Kirchstraße 13 (Karte)                                                                                              | Wohn- und Geschäftshaus                  | | 094 95324          | Baudenkmal                   | Wohn- und Geschäftshaus                  |
| Kirchstraße 14 (Karte)                                                                                              | Wohn- und Geschäftshaus                  | | 094 95325          | Baudenkmal                   | Wohn- und Geschäftshaus                  |
| Lindenstraße 4 (Karte)                                                                                              | Wohnhaus                                 | | 094 16218          | Baudenkmal                   | Wohnhaus                                 |
| Lindenstraße 5, 7 (Karte)                                                                                           | Wohnhaus                                 | | 094 16220          | Baudenkmal                   | Wohnhaus                                 |
| Lindenstraße 6 (Karte)                                                                                              | Wohnhaus                                 | | 094 16219          | Baudenkmal                   | Wohnhaus                                 |
| Lindenstraße 8 (Karte)                                                                                              | Villa                                    | | 094 16221          | Baudenkmal                   | Villa                                    |
| Lindenstraße 9 (Karte)                                                                                              | Gerichtsgebäude                          | | 094 16222          | Baudenkmal                   | Gerichtsgebäude                          |
| Lindenstraße 11, 13 (Karte)                                                                                         | Postamt                                  | | 094 16223          | Baudenkmal                   | Weitere Bilder                           |
| Lindenstraße 15 (Karte)                                                                                             | Villa                                    | | 094 16224          | Baudenkmal                   | Villa                                    |
| Lindenstraße 18 (Karte)                                                                                             | Wohnhaus                                 | | 094 16225          | Baudenkmal                   | Wohnhaus                                 |
| Lindenstraße 19 (Karte)                                                                                             | Wohnhaus                                 | | 094 16226          | Baudenkmal                   | Wohnhaus                                 |
| Lindenstraße 20 (Karte)                                                                                             | Villa                                    | | 094 16227          | Baudenkmal                   | Villa                                    |
| Lindenstraße 22 (Karte)                                                                                             | Wohnhaus                                 | | 094 16228          | Baudenkmal                   | Wohnhaus                                 |
| Lindenstraße 24, 26 (Karte)                                                                                         | Wohn- und Geschäftshaus                  | | 094 16229          | Baudenkmal                   | Wohn- und Geschäftshaus                  |
| Lindenstraße 26A/Mittelstraße 23 (Karte)                                                                            | Wohnhaus                                 | | 094 16230          | Baudenkmal                   | Wohnhaus                                 |
| Luisenstraße 1 (Karte)                                                                                              | Villa                                    | | 094 81624          | Baudenkmal                   | Villa                                    |
| Luisenstraße 2 (Karte)                                                                                              | Wohnhaus                                 | | 094 81625          | Baudenkmal                   | Wohnhaus                                 |
| Luisenstraße 19 (Karte)                                                                                             | Wohnhaus                                 | | 094 81626          | Baudenkmal                   | Wohnhaus                                 |
| Markt 1 (Karte) | Café                                     | Café am Markt | 094 71486          | Baudenkmal                   | Café                                     |
| Markt 1 (Karte) | Wandbild                                 | Das Bild befindet sich am „Cafe am Markt“. Der Entwurf stammt von dem Künstler Manfred Markwald, der nur regional tätig war. Dargestellt sind in fünf farbigen Kreisen das Arbeiterleben von Bitterfelder Bewohnern. Auf dem Wandbild befindet sich der Ausspruch „Seh’n wir uns nicht auf dieser Welt, so seh’n wir uns in Bitterfeld“. Erstellt wurde das Wandbild von 1977 bis 1978. | 094 95381          | Baudenkmal                   | Wandbild                                 |
| Markt 7 (Karte) | Rathaus                                  | | 094 06124          | Baudenkmal                   | Weitere Bilder                           |
| Markt 8 (Karte) | Wohn- und Geschäftshaus                  | Die „Stadtapotheke“ wurde 1716 von Gottlieb Heinrich Sonnenfelder gegründet. Das Privileg wurde 1721 wurde von Herzog Moritz Wilhelm zu Sachsen-Merseburg verliehen, und von August dem Starken bestätigt. Sie war damit eine königlich privilegierte Apotheke. Der Bau besteht aus zwei Teilen, den südlichen massiven Bau und den nördlichen Fachwerkbau. | 094 17623          | Baudenkmal                   | Wohn- und Geschäftshaus                  |
| Mittelstraße 13, Walther-Rathenau-Straße 24 (Karte)                                                                 | Wohn- und Geschäftshaus                  | Das Wohn- und Geschäftshaus wurde um 1880 erbaut. | 094 81634          | Baudenkmal                   | Wohn- und Geschäftshaus                  |
| Mittelstraße 17 (Karte)                                                                                             | Wohnhaus                                 | Das Wohnhaus wurde um 1900 erbaut, es zeigt Elemente des Jugendstils. Es ist ein dreigeschossiges, traufständiges Haus mit einem Satteldach. Die Fassade ist geprägt von einem breiten Zwerchhaus. An beiden Seiten des Zwerchhauses befinden sich Dachhäuschen. | 094 81627          | Baudenkmal                   | Wohnhaus                                 |
| Mittelstraße 20 (Karte)                                                                                             | Villa                                    | Die Villa (Haus III) wurde 1911 als Dienst- und Wohngebäude des Landrates erbaut. | 094 80081          | Baudenkmal                   | Villa                                    |
| Mittelstraße 21 (Karte)                                                                                             | Wohnhaus                                 | | 094 81628          | Baudenkmal                   | Wohnhaus                                 |
| Mittelstraße 35 (Karte)                                                                                             | Schule                                   | Comenius-Schule | 094 81629          | Baudenkmal                   | Schule                                   |
| Moltkestraße 10 (Karte)                                                                                             | Wohnhaus                                 | | 094 95328          | Baudenkmal                   | Wohnhaus                                 |
| Moltkestraße 24 (Karte)                                                                                             | Verwaltungsgebäude                       | AOK | 094 95329          | Baudenkmal                   | Verwaltungsgebäude                       |
| Moltkestraße 26 (Karte)                                                                                             | Wohnhaus                                 | | 094 95331          | Baudenkmal                   | Wohnhaus                                 |
| Moltkestraße 28 (Karte)                                                                                             | Wohnhaus                                 | | 094 95332          | Baudenkmal                   | Wohnhaus                                 |
| Mühlstraße 6 (Karte)                                                                                                | Wohnhaus                                 | | 094 17624          | Baudenkmal                   | Wohnhaus                                 |
| Niemegker Straße (Karte)                                                                                            | Denkmal                                  | Friedrich-Ludwig-Jahn-Denkmal im Fritz-Heinrich-Stadion | 094 90359          | Baudenkmal                   | Denkmal                                  |
| Niemegker Straße 8 (Karte)                                                                                          | Wohnhaus                                 | | 094 17625          | Baudenkmal                   | Wohnhaus                                 |
| Niemegker Straße 12 (Karte)                                                                                         | Wohnhaus                                 | | 094 17626          | Baudenkmal                   | Wohnhaus                                 |
| Niemegker Straße 16 (Karte)                                                                                         | Wohnhaus                                 | | 094 17627          | Baudenkmal                   | Wohnhaus                                 |
| Niemegker Straße 18, 20 (Karte)                                                                                     | Wohnhaus                                 | | 094 17628          | Baudenkmal                   | Wohnhaus                                 |
| Parkstraße 2 (Karte)                                                                                                | Wohnhaus                                 | | 094 17629          | Baudenkmal                   | Wohnhaus                                 |
| Parkstraße 6 (Karte)                                                                                                | Wohnhaus                                 | | 094 17631          | Baudenkmal                   | Wohnhaus                                 |
| Parkstraße 3, 5 (Karte)                                                                                             | Altenheim                                | | 094 17630          | Baudenkmal                   | Altenheim                                |
| Pistorplatz (Karte)                                                                                                 | Schule                                   | Kleine Schule | 094 95333          | Baudenkmal                   | Schule                                   |
| Raguhner Straße 18 (Karte)                                                                                          | Verwaltungsgebäude                       | Arbeitsamt | 094 95334          | Baudenkmal                   | Verwaltungsgebäude                       |
| Ratswall 8 (Karte)                                                                                                  | Wohnhaus                                 | | 094 17506          | Baudenkmal                   | Wohnhaus                                 |
| Ratswall 22 (Karte)                                                                                                 | Galerie am Ratswall                      | Wohn- und Geschäftshaus | 094 17633          | Baudenkmal                   | Galerie am Ratswall                      |
| Ratswall 45 (Karte)                                                                                                 | Schule                                   | Diesterweg-Schule | 094 06347          | Baudenkmal                   | Schule                                   |
| Röhrenstraße 2 (Karte)                                                                                              | Herz-Jesu-Kirche                         | römisch-katholische Herz-Jesu-Kirche, 1894/95 im neogotischen Stil errichtet, Turm 1928 erbaut und 1991 erneuert | 094 95335          | Baudenkmal                   | Weitere Bilder                           |
| Röhrenstraße 6 (Karte)                                                                                              | St.-Franziskus-Haus                      | katholisches Gemeindehaus von 1924 | 094 17632          | Baudenkmal                   | St.-Franziskus-Haus                      |
| Röhrenstraße 8 (Karte)                                                                                              | Wohnhaus Röhrenstraße 8                  | dreigeschossiges Wohnhaus im Stil der Neogotik aus dem späten 19. Jahrhundert | 094 95337          | Baudenkmal                   | Wohnhaus Röhrenstraße 8                  |
| Röhrenstraße 11, Saarstraße 1a (Karte)                                                                              | Wohnhaus Röhrenstraße 11, Saarstraße 1a  | Wohnhaus der Neuen Sachlichkeit aus den 1930er Jahren | 094 95336          | Baudenkmal                   | Wohnhaus Röhrenstraße 11, Saarstraße 1a  |
| Saarstraße 7, 9 (Karte)                                                                                             | Wohnhaus                                 | | 094 17634          | Baudenkmal                   | Wohnhaus                                 |
| Schreberstraße 2 (Karte)                                                                                            | Wohnhaus                                 | | 094 95338          | Baudenkmal                   | Wohnhaus                                 |
| Schreberstraße 8 (Karte)                                                                                            | Wohnhaus                                 | | 094 95339          | Baudenkmal                   | Wohnhaus                                 |
| Teichwall 6 (alt: Teichwall 1) (Karte)                                                                              | Wohnhaus                                 | | 094 17635          | Baudenkmal                   | Wohnhaus                                 |
| Töpferwall 32 (Karte)                                                                                               | Wohnhaus                                 | | 094 17637          | Baudenkmal                   | Wohnhaus                                 |
| Vierzoner Straße (Karte)                                                                                            | Kraftwerk                                | | 094 71491          | Baudenkmal                   | Weitere Bilder                           |
| Vierzoner Straße 1 (Karte)                                                                                          | Villa                                    | | 094 95341          | Baudenkmal                   | Villa                                    |
| Vierzoner Straße 2, 3 (Karte)                                                                                       | Wohnhaus                                 | | 094 95342          | Baudenkmal                   | Wohnhaus                                 |
| Vierzoner Straße 4, 5 (Karte)                                                                                       | Wohnhaus                                 | | 094 95343          | Baudenkmal                   | Wohnhaus                                 |
| Vierzoner Straße 8, 9, 10, 11, 12, 13 (Karte)                                                                       | Straßenzeile                             | | 094 17040          | Denkmalbereich               | Straßenzeile                             |
| Walther-Rathenau-Straße 1, 1a (Karte)                                                                               | Wohn- und Geschäftshaus                  | Kaufhaus des Herren | 094 12318          | Baudenkmal                   | Wohn- und Geschäftshaus                  |
| Walther-Rathenau-Straße 2 (Karte)                                                                                   | Kaufhaus                                 | Das Kaufhaus Posener (bis 1938, dann Pabst, Magnet und Hotex) befindet sich an der Ecke zur Binnengärtenstraße. Erbaut wurde das Haus um 1920, die Ecklage prägt das Stadtbild. | 094 81630          | Baudenkmal                   | Kaufhaus                                 |
| Walther-Rathenau-Straße 3 (Karte)                                                                                   | Wohn- und Geschäftshaus                  | | 094 81631          | Baudenkmal                   | Wohn- und Geschäftshaus                  |
| Walther-Rathenau-Straße 4 (Karte)                                                                                   | Wohn- und Geschäftshaus                  | | 094 81632          | Baudenkmal                   | Wohn- und Geschäftshaus                  |
| Walther-Rathenau-Straße 5 (Karte)                                                                                   | Wohn- und Geschäftshaus                  | | 094 81633          | Baudenkmal                   | Wohn- und Geschäftshaus                  |
| Walther-Rathenau-Straße 31 (Karte)                                                                                  | Wohn- und Geschäftshaus                  | Das Wohn- und Geschäftshaus wurde für die Spedition Eduard Oelschig um 1880 erbaut. | 094 06344          | Baudenkmal                   | Wohn- und Geschäftshaus                  |
| Walther-Rathenau-Straße 33b (Karte)                                                                                 | Wohnhaus                                 | Das Wohnhaus ist ein zweigeschossiges, traufständiges Haus. Erbaut wurde es im vierten Viertel des 19. Jahrhunderts. Das Haus hat acht Achsen, der Eingang befindet sich in der vierten Achse von links. Die Fenster und Türen sind segmentbogenförmig, das Dach ist ein Satteldach. An der Fassade befinden sich Greppiner Terrakotten als Formsteine, zum Beispiel an der Fensterverdachung und den Schlusssteinen.                                                                                    | 094 95732          | Baudenkmal                   | Wohnhaus                                 |
| Walther-Rathenau-Straße 56 (Karte)                                                                                  | Wohn- und Geschäftshaus                  | | 094 81635          | Baudenkmal                   | Wohn- und Geschäftshaus                  |
| Walther-Rathenau-Straße 58 (Karte)                                                                                  | Wohn- und Geschäftshaus                  | Das Wohn- und Geschäftshaus steht an der Ecke Walther-Rathenau-Straße/Bismarckstraße in einem stumpfen Winkel. Durch die Lage beherrscht das Gebäude diese Kreuzung. Es ist ein viergeschossiger Putzbau aus dem Jahr 1901. Die Fassade ist geprägt von Elementen im Jugendstil. So befindet sich um die Fenster florale Ornamente. Der Eingang des Gebäudes befindet sich in der Ecke, über dem Eingang befindet sich ein zweigeschossiger Fenstererker. Dieser wird von Atlant und Karyatide getragen. | 094 81636          | Baudenkmal                   | Wohn- und Geschäftshaus                  |
| Walther-Rathenau-Straße 67 (Karte)                                                                                  | Hotel                                    | Das „Central-Hotel“ wurde im Jahre 1868 als „Dörings Konzerthaus“ erbaut. Der Umbau zum Hotel erfolgte im Jahr 1929. Das Hotel befindet sich etwa 100 Meter vom Markt entfernt, direkt westlich der Altstadt. Es ist ein dreigeschossiger Bau mit einem flachen Walmdach. Die Fassade ist geprägt von einem Mittelrisalit mit Giebel und einem turmähnlichen Anbau an der linken Ecke des Gebäudes. | 094 17638          | Baudenkmal                   | Weitere Bilder                           |
| Weinbergstraße 14 (Karte)                                                                                           | Wohnhaus                                 | | 094 95344          | Baudenkmal                   | Wohnhaus                                 |
| Wiesenstraße, Ecke Bismarckstraße (Karte)                                                                           | Fabrik                                   | Bitterfelder Steinzeugfabrik | 094 16216          | Baudenkmal                   | Fabrik                                   |
| Windmühlenstraße 18 (Karte)                                                                                         | Wohnhaus                                 | | 094 95345          | Baudenkmal                   | Wohnhaus                                 |
| Zörbiger Straße | Fabrik                                   | Chemiekombinat Bitterfeld, Werk Süd | 094 90070          | Denkmalbereich               |                                          |
| Zörbiger Straße Flur 12, Flurstück 101/7 (Karte)                                                                    | Kulturpalast Bitterfeld                  | Der Kulturpalast „Wilhelm Pieck“ wurde von 1952 bis 1954 erbaut. | 094 16023          | Baudenkmal                   | Weitere Bilder                           |
| Zörbiger Straße, (Karte)                                                                                            | Turm                                     | Der Lüftungsturm (Gebäudenummer 232) wurde in den 1920er Jahren erbaut. In dem Turm wurde Ausgangsluft filtriert. Der Turm befindet sich auf dem Gelände der Chemie AG. | 094 95366          | Baudenkmal                   | Turm                                     |
| Zörbiger Straße 22 (Karte)                                                                                          | Verwaltungsgebäude                       | Auf dem Gelände der Chemie AG: Gebäude Nr. 951.0 | 094 95371          | Baudenkmal                   | Weitere Bilder                           |
| Rudolph-Glauber-Straße 5 (alt: Zörbiger Straße) (Karte)                                                             | Werkstattgebäude                         | Auf dem Gelände der Chemie AG: Chlor II, Gebäudenr. 10.19.0, Nr. 178 | 094 95369          | Baudenkmal                   | Weitere Bilder                           |
| Zörbiger Straße 44, 45 (Karte)                                                                                      | Wohnhaus                                 | Das Wohnhaus wurde 1923 erbaut. | 094 95346          | Baudenkmal                   | Wohnhaus                                 |
| Zscherndorfer Weg 1, 2 (Karte)                                                                                      | Villa                                    | | 094 95347          | Baudenkmal                   | Villa                                    |

### Bobbau
| Lage                          | Bezeichnung | Beschreibung | Erfassungs- nummer | Ausweisungsart | Bild           |
| ----------------------------- | ----------- | --- | ------------------ | -------------- | -------------- |
| Dorfstraße 1a (Karte)         | Kirche      | Die Kirche wurde von 1873 bis 1875 im neugotischen Stil erbaut. Im Westen der Kirche befindet sich ein Querturm, im Osten ein fünfseitiger Chorschluss. Im Inneren ist der Dachstuhl offen und verbrettert. Die Orgel wurde im Jahr 1880 aufgestellt, der Orgelbauer war Rühmann. Auf dem Kirchhof befindet sich ein Kriegerdenkmal.                                                                   | 094 96547          | Baudenkmal     | Kirche         |
| Siebenhausener Str. 9 (Karte) | Wasserturm  | Der viergeschossige Wasserturm Bobbau wurde 1927 erbaut und prägt mit seiner Höhe den Ort Bobbau (Lage: Flur 2, Flurstück 352). Er versorgte die Gemeinden Bobbau, Jeßnitz und Raguhn mit Wasser. Die Fassade ist durch Gesimse und Lisenen gegliedert. An der nördlichen und südlichen Seite befinden sich zwei zweigeschossige Anbauten. Im Inneren befindet sich ein Wasserbehälter aus Stahlbeton. | 094 12329          | Baudenkmal     | Weitere Bilder |

### Greppin
| Lage                                                                                        | Bezeichnung             | Beschreibung | Erfassungs- nummer | Ausweisungsart | Bild                    |
| ------------------------------------------------------------------------------------------- | ----------------------- | --- | ------------------ | -------------- | ----------------------- |
| Bahnhofstraße 5 (Karte)                                                                     | Rathaus                 | Es ist ein zweigeschossiger Bau mit einem Walmdach mit einem vierachsigen Zwerchhaus. In der mittleren Achse liegt sich der Eingang, davor befindet sich eine Freitreppe. Der Bau aus Ziegeln wurde in den 1930er Jahren erbaut. Im Treppenhaus befinden sich noch die grünen Fliesen aus der Bauzeit. | 094 96169          | Baudenkmal     | Rathaus                 |
| Ernst-Thälmann-Straße 16 (Karte)                                                            | Wohnhaus                | Es ist ein zweigeschossiger Bau mit einem traufständigen Satteldach. Auffallend ist die Fassade mit Ornamentik im Jugendstil. Erbaut wurde das Haus im Jahr 1910. | 094 96163          | Baudenkmal     | Wohnhaus                |
| Ernst-Thälmann-Straße 61 (Karte)                                                            | Feuerwache              | Die Feuerwache wurde in den 1930er Jahren erbaut. Es ist ein Schlauchturm im Stil eines Campanile, an der Spitze befindet sich eine Aussichtsplattform, die überdacht ist. Daneben steht ein Verwaltungsgebäude mit Garagen. Beide Gebäude wurden aus roten Ziegel erbaut. Das Verwaltungsgebäude ist symmetrisch aufgebaut mit Zwerchhäusern und einem Walmdach. | 094 96164          | Baudenkmal     | Feuerwache              |
| Farbenstraße (Karte)                                                                        | Verwaltungsgebäude      | Euroschule, Block-Nr. 24.14.0 | 094 90092          | Baudenkmal     | Verwaltungsgebäude      |
| Farbenstraße (Karte)                                                                        | Halle                   | Schalthaus, Gebäude Nr. 24.35.1/2 | 094 90090          | Baudenkmal     | Halle                   |
| Farbenstraße (Karte)                                                                        | Halle                   | Die Halle, Bezeichnung Farbmühle Ost, Gebäudenummer 29.06.0, wurde zum Beginn des 20. Jahrhunderts erbaut. | 094 90095          | Baudenkmal     | Halle                   |
| Farbenstraße, Greppiner Straße, Saarstraße (Karte)                                          | Fabrik                  | Farbenfabrik | 094 96171          | Baudenkmal     | Fabrik                  |
| Jeßnitzer Straße 7 (Karte)                                                                  | Kirche                  | Die evangelische Kirche wurde im Jahre 1907 fertiggestellt. Die neuromanische Kirche wurde anstelle eines Vorgängerbaues errichtet, der zu klein geworden war. Die Kirche besteht aus einem eingezogenen Turm mit einem Rautenhelm, einem gerade geschlossenen Chor und Portale im Norden und im Westen. Im Inneren befindet sich eine Tonne aus Brettern und eine Hufeisenempore. Der Kanzelaltar besteht zu Teilen aus dem Vorgängerbau, die Orgel wurde 1906 erbaut. | 094 06429          | Baudenkmal     | Kirche                  |
| Lindenplatz (Karte)                                                                         | Brunnen                 | | 094 96166          | Baudenkmal     | Brunnen                 |
| Mittelstraße 1 (Karte)                                                                      | Wohn- und Geschäftshaus | | 094 96167          | Baudenkmal     | Wohn- und Geschäftshaus |
| Neue Straße 32 (Karte)                                                                      | Schule                  | Gemeinde-Schule | 094 96168          | Baudenkmal     | Schule                  |
| Neue Straße (Friedhof Greppin) (Karte)                                                      | Gedenkstätte            | | 094 90362          | Baudenkmal     | Weitere Bilder          |
| Wasserturmstraße, Gelände der ehemaligen Farbenfabrik, Chemiepark Bitterfeld-Wolfen (Karte) | Wasserturm              | Gebäude Nr. 24.15.0 | 094 90091          | Baudenkmal     | Weitere Bilder          |
| Wolfener Straße 58 (Karte)                                                                  | Kirche                  | Die katholische Heilig-Geist-Kirche wurde 1916/17 erbaut und 2017 profaniert. | 094 14488          | Baudenkmal     | Weitere Bilder          |

### Holzweißig
| Lage                                               | Bezeichnung               | Beschreibung                                                                                               | Erfassungs- nummer | Ausweisungsart | Bild                     |
| -------------------------------------------------- | ------------------------- | --- | ------------------ | -------------- | ------------------------ |
| Clara-Zetkin-Straße 32, 34, 36, 38, 40, 42 (Karte) | Siedlung                  | Siedlung Die Siedlung wurde 1926 errichtet. Es sind dreigeschossige Häuser.                                | 094 96555          | Denkmalbereich | Siedlung                 |
| Gartenstraße 5a (Karte)                            | Wohnhaus Gartenstraße 5a  | Wohnhaus 1927/1928 errichteter eingeschossiger Ziegelbau                                                   | 094 96556          | Baudenkmal     | Wohnhaus Gartenstraße 5a |
| Hallesche Straße (Karte)                           | Denkmal                   | Denkmal Arbeiterdenkmal (zwischen Umspannwerk und Düker)                                                   | 094 95305          | Baudenkmal     | Denkmal                  |
| Hallesche Straße (Karte)                           | Düker                     | Dücker Der Düker der Braunkohlengrube Theodor zum Kraftwerk Süd befindet sich an der Ecke Oekostraße/B 100 | 094 96557          | Baudenkmal     | Düker                    |
| Hallesche Straße (Karte)                           | Umspannwerk               | Umspannwerk Umspannwerk der Grube Leopold AG                                                               | 094 96558          | Baudenkmal     | Umspannwerk              |
| Hauptstraße 35 (Karte)                             | Bauernhof Hauptstraße 35  | Bauernhof Dreiseitenhof aus dem Jahr 1908.                                                                 | 094 96560          | Baudenkmal     | Bauernhof Hauptstraße 35 |
| Hauptstraße 62a (Karte)                            | Wohnhaus Hauptstraße 62a  | Wohnhaus In Formen des späten Jugendstils 1924 errichtetes Wohnhaus.                                       | 094 96559          | Baudenkmal     | Wohnhaus Hauptstraße 62a |
| Kirchstraße (Karte)                                | Kirche                    | Kirche | 094 06254          | Baudenkmal     | Weitere Bilder           |
| Martinstraße 6 (Karte)                             | Wohn- und Geschäftshaus   | Wohn- und Geschäftshaus                                                                                    | 094 96563          | Baudenkmal     | BW                       |
| Petersrodaer Straße 61 (Karte)                     | Wohnhaus                  | Wohnhaus                                                                                                   | 094 96564          | Baudenkmal     | BW                       |
| Rathausstraße                                      | Kriegerdenkmal Holzweißig | Kriegerdenkmal 2024 als Denkmal ausgewiesen                                                                | 094 18972          | Baudenkmal     |                          |
| Rathausstraße 1 (Karte)                            | Rathaus                   | Rathaus Das Rathaus wurde in den 1920er Jahren erbaut.                                                     | 094 06131          | Baudenkmal     | Rathaus                  |
| Schulstraße 14a (Karte)                            | Schule                    | Schule | 094 96550          | Baudenkmal     | BW                       |
| Straße des Friedens 31 (Karte)                     | Wohnhaus                  | Wohnhaus                                                                                                   | 094 96551          | Baudenkmal     | BW                       |
| Straße des Friedens 58 (Karte)                     | Wohnhaus                  | Wohnhaus                                                                                                   | 094 96552          | Baudenkmal     | BW                       |
| Straße des Friedens 70 (Karte)                     | Wohnhaus                  | Wohnhaus                                                                                                   | 094 96553          | Baudenkmal     | BW                       |
| Straße des Friedens 117 (Karte)                    | Kirche                    | Kirche Die katholische Kirche St. Joseph wurde 1926/27 erbaut.                                             | 094 96554          | Baudenkmal     | Kirche                   |
| Wiesenstraße 14 (Karte)                            | Wohnhaus                  | Wohnhaus                                                                                                   | 094 96565          | Baudenkmal     | BW                       |

### Nord
| Lage                      | Bezeichnung | Beschreibung | Erfassungs- nummer | Ausweisungsart | Bild     |
| ------------------------- | ----------- | --- | ------------------ | -------------- | -------- |
| Dessauer Allee 50 (Karte) | Skulptur    | Die Albert-Schweitzer-Plastik wurde von Gerhard Geyer im Jahre 1980 aufgestellt. Sie zeigt Albert Schweitzer mit möglicherweise afrikanischen Figuren. Heute steht nur noch der Sockel, der Verbleib der Plastik ist unbekannt. | 094 90364          | Kleindenkmal   | Skulptur |

### Reuden
| Lage                                | Bezeichnung | Beschreibung | Erfassungs- nummer | Ausweisungsart | Bild      |
| ----------------------------------- | ----------- | --- | ------------------ | -------------- | --------- |
| Dorfstraße Flurnr. 2-355/45 (Karte) | Kirche      | Die Kirche befindet sich in der Mitte des Dorfes und ist umgeben von einem Friedhof und von einem Kranz von Pappeln. Es ist eine Bruchsteinkirche mit eingezogenem Westturm. Der Turm trägt eine geschweifte Haube. Entstanden ist die Kirche in der Zeit der Gotik, sie brannte im Jahr 1672 ab. 1680 wurde die Kirche wieder aufgebaut. Die Ausstattung im Inneren ist im Stil des Barocks gehalten. | 094 06318          | Baudenkmal     | Kirche    |
| Dorfstraße 10 (Karte)               | Bauernhof   | Der Bauernhof wurde im 18. und 19. Jahrhundert erbaut. Er besteht aus einem zweigeschossigen Wohnhaus und einem Stallgebäude, welches sich südlich an das Haus anschließt. Untypisch für die Gegend ist der Laubengang. | 094 95713          | Baudenkmal     | Bauernhof |
| Dorfstraße 16 (Karte)               | Gutshaus    | Nach einer Inschrift ist das Haus von Caspar von Ludwiger im Jahre 1714 erbaut worden. Es ist ein zweigeschossiges Haus mit einem Mansardwalmdach. | 094 80077          | Baudenkmal     | Gutshaus  |
| Dorfstraße 19 (Karte)               | Pfarrhaus   | | 094 16234          | Baudenkmal     | Pfarrhaus |
| Dorfstraße 20 (Karte)               | Scheune     | | 094 95714          | Baudenkmal     | Scheune   |

### Rödgen
| Lage                             | Bezeichnung    | Beschreibung | Erfassungs- nummer | Ausweisungsart | Bild         |
| -------------------------------- | -------------- | --- | ------------------ | -------------- | ------------ |
| Rödgener Dorfstraße (Karte)      | Kriegerdenkmal | | 094 95448          | Baudenkmal     | BW           |
| Rödgener Dorfstraße 4 (Karte)    | Bauernhof      | | 094 95446          | Baudenkmal     | BW           |
| K 56 und K 55 über BAB 9 (Karte) | Zwei Brücken   | Die beiden Brücken (BW 0491, BW 0492) überqueren die A 9 zwischen Dessau und Zörbig nördlich der Auffahrt Bitterfeld-Wolfen. Erbaut wurden die Brücken im Jahr 1937. Es sind pfeilerlose Bogenbrücken mit einer Spannweite von 45,5 Meter. Auf einem Bogen aus Stahl wird die Fahrbahn der Kreisstraße aufgeständert. | 094 90108          | Baudenkmal     | Zwei Brücken |

### Thalheim
| Lage                           | Bezeichnung    | Beschreibung | Erfassungs- nummer | Ausweisungsart | Bild           |
| ------------------------------ | -------------- | --- | ------------------ | -------------- | -------------- |
| Ernst-Thälmann-Platz (Karte)   | Dorfkirche     | Die Dorfkirche stammt im Ursprung aus dem 12. oder 13. Jahrhundert. In den Jahren 1751, 1822 und 1891 wurde die Kirche stark umgebaut. Es ist eine Kirche mit einem Westturm, einem kurzen Schiff, einem eingezogenen Chor und einer halbrunden Apsis. Im Inneren befindet sich eine zweigeschossige Westempore aus dem Jahr 1891. Die hölzerne Taufe wurde 1677 von Anna von Zanthiers gestiftet. | 094 06214          | Baudenkmal     | Dorfkirche     |
| Ernst-Thälmann-Platz (Karte)   | Kriegerdenkmal | Das Kriegerdenkmal befindet sich nordöstlich der Kirche. Es erinnert an die Gefallenen des Ersten und Zweiten Weltkrieges. | 094 96533          | Baudenkmal     | Kriegerdenkmal |
| Ernst-Thälmann-Platz 1 (Karte) | Bauernhof      | | 094 96532          | Baudenkmal     | BW             |

### Wolfen
| Lage                                                                                        | Bezeichnung             | Beschreibung | Erfassungs- nummer | Ausweisungsart | Bild                    |
| ------------------------------------------------------------------------------------------- | ----------------------- | --- | ------------------ | -------------- | ----------------------- |
| Am alten Schulhof 2, 3, 4, 5, 6, 7, Leipziger Straße 54 (Karte)                             | Schule                  | | 094 80085          | Baudenkmal     | Schule                  |
| Am Markt 25 (Karte)                                                                         | Bauernhof               | | 094 95698          | Baudenkmal     | Bauernhof               |
| Bahnhofstraße 17a, 17b, 19a, 19b, 21a, 21b, 23a und weitere Häuser (Karte)                  | Siedlung                | Die Siedlung wurde 1919/1920 erbaut. Es sind Arbeiterhäuser für Arbeiter der Actiengesellschaft für Anilinfarbenfabrikation (Agfa). | 094 06426          | Denkmalbereich | Siedlung                |
| Bunsenstraße 4 (Karte)                                                                      | Werkhalle               | Die alte Adresse lautet Hauptstraße 14. Es ist die ehemalige Begießerei I, Gebäude 0.112. Heute befindet sich hier das Industrie- und Filmmuseum Wolfen. | 094 90104          | Baudenkmal     | Werkhalle               |
| Bunsenstraße, Hauptstraße 14 (Karte)                                                        | Kasino                  | Im Eingangsbereich zur ehemaligen Filmfabrik: Block 0045 | 094 90106          | Baudenkmal     | Kasino                  |
| Damaschkestraße 4 (Karte)                                                                   | Schule                  | | 094 95700          | Baudenkmal     | Schule                  |
| Eisenbahnstraße 17, 19, 21, 23 (Karte)                                                      | Häusergruppe            | | 094 95701          | Denkmalbereich | Häusergruppe            |
| Filmstraße 6 (Karte)                                                                        | Wasserturm              | Gelände des ehemaligen AGFA/ORWO-Werkes: Gebäude Nr. 0159 | 094 90103          | Baudenkmal     | Wasserturm              |
| Freiherr-von-Stein-Straße 1 (Karte)                                                         | Kino                    | Das Kino befindet sich in der Freiherr-von-Stein-Straße zwischen den Ecken mit Thälmannstraße und Rosa-Luxemburg-Straße. | 094 97468          | Baudenkmal     | Weitere Bilder          |
| Friedhofstraße 1a, 1b, 1c, 1d, 1e, 1f, 2a, 2b, 3a, 3b und weitere Häuser (Karte)            | Siedlung                | | 094 06427          | Denkmalbereich | Siedlung                |
| Greppiner Straße (Karte)                                                                    | Pförtnergebäude         | Gebäude Nr. 24.01.0 | 094 90096          | Baudenkmal     | Pförtnergebäude         |
| Greppiner Straße (Karte)                                                                    | Verwaltungsgebäude      | Das Verwaltungsgebäude (Gebäude Nr. 23.18.0) wurde um 1910 erbaut. | 094 16232          | Baudenkmal     | Verwaltungsgebäude      |
| Greppiner Straße 3 (Karte)                                                                  | Wohnhaus                | | 094 95702          | Baudenkmal     | Wohnhaus                |
| Greppiner Straße 6 (Karte)                                                                  | Wohnhaus                | | 094 80084          | Baudenkmal     | Wohnhaus                |
| Greppiner Straße 7a, 7b, 9, 11, 13, 15a, 15b (Karte)                                        | Straßenzeile            | | 094 95704          | Denkmalbereich | Straßenzeile            |
| Greppiner Straße 11 (Karte)                                                                 | Wohnhaus                | Wohnhaus 2020 als Denkmal eingetragen | 094 71718          | Baudenkmal     | Wohnhaus                |
| Gutenbergstraße 1a, 1b, 2, 3a, 3b, 4, 5, 6, 7a, 7b, 8, 9a, 9b und weitere Häuser (Karte)    | Siedlung                | Die Siedlung wurde im Zeitraum von 1915 bis 1930 erbaut, hier sollten Mitarbeiter der Agfa wohnen. Die Siedlung besteht aus Mehrfamilienhäusern, die sich in Gärten befinden, ganz im Stil der Gartenstadtbewegung. In der Oppenheimerstraße bestand ein Werksgleisanschluss an die Filmfabrik, heute steht auf einem Reststück der Gleise eine ehemalige Naßdampf-Werkslok.                          | 094 06410          | Denkmalbereich | Siedlung                |
| Guts-Muths-Straße 1a, 1b, 1c, 1d, 1e, 1f, 2a, 2b, 2c, 3a, 3b, 3c und weitere Häuser (Karte) | Siedlung                | Die Wasserturm-Siedlung wurde in der Zeit von 1920 bis 1929 erbaut, hier sollten Mitarbeiter der der Agfa wohnen. Geplant wurde das Viertel ab dem Jahr 1917. Die Häuser sind schlicht und befinden sich innerhalb von Gärten. Zu den Häusern gehören im Hof kleine Wirtschaftsgebäude. Der namengebende Wasserturm liegt am Rande der Siedlung, er sollte die Wasserversorgung der Siedlung sichern. | 094 06397          | Denkmalbereich | Siedlung                |
| Hauptstraße 14 (Karte)                                                                      | Verwaltungsgebäude      | Alte Verwaltung, Gebäude 0.122, 0123 | 094 90101          | Baudenkmal     | Verwaltungsgebäude      |
| Jahnstraße 25a, 25b, 27a, 27b (Karte)                                                       | Häusergruppe            | Die beiden identischen Häuser wurden 1953 erbaut, jedes hat beinhaltet zehn Wohnungen. Die Häuser wurden erbaut für die Mitarbeiter der Farbenfabrik Wolfen. Es sind zweigeschossige Häuser. Das Treppenhaus wird mit einem Erker aus Fenstern belichtet. | 094 95706          | Baudenkmal     | Häusergruppe            |
| Jahnstraße 8, 10, 12, 14, 16, 18 (Karte)                                                    | Straßenzeile            | | 094 95705          | Denkmalbereich | Straßenzeile            |
| Kirchstraße 28 (Karte)                                                                      | Kirche                  | Katholische Heilig-Kreuz-Kirche von 1938/39, Architekt Johannes Reuter | 094 95707          | Baudenkmal     | Weitere Bilder          |
| Kirchstraße, Leipziger Straße (Karte)                                                       | Distanzstein            | Es ist ein Halbmeilenstein. | 094 04625          | Kleindenkmal   | Weitere Bilder          |
| Leipziger Straße 22 (Karte)                                                                 | Wohn- und Geschäftshaus | | 094 95708          | Baudenkmal     | Wohn- und Geschäftshaus |
| Leipziger Straße 34 (Karte)                                                                 | Wohnhaus                | | 094 06358          | Baudenkmal     | Wohnhaus                |
| Leipziger Straße 53a (Karte)                                                                | Wohnhaus                | | 094 95709          | Baudenkmal     | Wohnhaus                |
| Leipziger Straße 74 (Karte)                                                                 | Wohn- und Geschäftshaus | | 094 80086          | Baudenkmal     | Wohn- und Geschäftshaus |
| Leipziger Straße 92f (Karte)                                                                | Wohn- und Geschäftshaus | | 094 80087          | Baudenkmal     | Wohn- und Geschäftshaus |
| Leipziger Straße 94 (Karte)                                                                 | Gasthof                 | Gasthof Deutsches Haus | 094 80088          | Baudenkmal     | Gasthof                 |
| Leipziger Straße 98 (Karte)                                                                 | Apotheke                | | 094 06360          | Baudenkmal     | Apotheke                |
| Leipziger Straße, Waldesruh an der B 184 (Karte)                                            | Gedenkstein             | | 094 06193          | Baudenkmal     | Gedenkstein             |
| Leipziger Straße 81 (Karte)                                                                 | Kirche                  | Johanneskirche | 094 14490          | Baudenkmal     | Weitere Bilder          |
| Poststraße 5 (Karte)                                                                        | Wohnhaus                | | 094 95710          | Baudenkmal     | Wohnhaus                |
| Puschkinplatz 3 (Karte)                                                                     | Kulturhaus              | Block 0062, 0063 | 094 90105          | Baudenkmal     | Kulturhaus              |
| Rathausplatz 1 (Karte)                                                                      | Verwaltungsgebäude      | Neue Verwaltung, Gebäude 0041 | 094 90102          | Baudenkmal     | Weitere Bilder          |
| Robert-Koch-Straße 4 (Karte)                                                                | Turnhalle               | südliche Straßenseite, neben dem Krankenhaus | 094 80089          | Baudenkmal     | Weitere Bilder          |
| Straße der Deutsch-Sowjetischen Freundschaft 4 (Karte)                                      | Wohnhaus                | Das Haus wurde von 1911 bis 1913 als Wohnhaus für Angestellte der Agfa erbaut. | 094 95711          | Baudenkmal     | Wohnhaus                |
| Straße der Deutsch-Sowjetischen Freundschaft 6 (Karte)                                      | Villa                   | | 094 95712          | Baudenkmal     | Villa                   |
| Straße der Republik (Karte)                                                                 | Brunnen                 | | 094 96387          | Baudenkmal     | Brunnen                 |

### Zschepkau
| Lage                              | Bezeichnung    | Beschreibung | Erfassungs- nummer | Ausweisungsart | Bild           |
| --------------------------------- | -------------- | --- | ------------------ | -------------- | -------------- |
| Zschepkauer Dorfstraße (Karte)    | Kriegerdenkmal | Das Kriegerdenkmal wurde im Jahr 1920 aufgestellt, es erinnert an die Gefallenen des Ersten Weltkrieges. Das Denkmal besteht aus einem Sockel aus Sandstein, dieser verjüngt sich nach oben. Auf diesem Sockel befindet sich ein Aufsatz mit einem Fries und zum Abschluss eine Kugel. Diese Kugel ersetzte im Jahr 1956 ein Kreuz. | 094 95447          | Baudenkmal     | Kriegerdenkmal |
| Zschepkauer Dorfstraße 12 (Karte) | Gasthof        | Der Gasthof befindet sich am westlichen Dorfausgang. Erbaut wurde das Gebäude im Jahr 1934. | 094 95449          | Baudenkmal     | BW             |

## Ehemalige Kulturdenkmale nach Ortsteilen
Die nachfolgenden Objekte waren ursprünglich ebenfalls denkmalgeschützt oder wurden in der Literatur als Kulturdenkmale geführt. Die Denkmale bestehen heute jedoch nicht mehr, ihre Unterschutzstellung wurde aufgehoben oder sie werden nicht mehr als Denkmale betrachtet.

### Bitterfeld
| Lage                                                                            | Bezeichnung             | Beschreibung | Erfassungs- nummer | Ausweisungsart | Bild           |
| ------------------------------------------------------------------------------- | ----------------------- | --- | ------------------ | -------------- | -------------- |
| Am Park der Chemiearbeiter 11 (Karte)                                           | Villa                   | Die Bauermeister-Villa gehörte dem Besitzer der Deutschen Grube, dem Kommerzienrat Louis Bauermeister.                                            | 094 06350          |                | BW             |
| An der Lobermühle Gemarkung Bitterfeld, Flur 21, Flurstück 3/4; am großen Teich | Mühle                   | Lobermühle | 094 95317          |                |                |
| Badergasse 1                                                                    | Wohnhaus                | | 094 95294          |                |                |
| Burgstraße 6 (Karte)                                                            | Reuterhaus              | Wohnhaus Ehemaliges Haus des Bitterfelder Bürgermeisters Conradus Reuter, der es für sich erbauen ließ, 2024 nach langem Verfall abgerissen       | 094 96903          | Baudenkmal     | Weitere Bilder |
| Burgstraße 22 (Karte)                                                           | Wohn- und Geschäftshaus | | 094 17614          |                | BW             |
| Dessauer Straße 47                                                              | Wohnhaus                | | 094 81623          |                |                |
| Moltkestraße 25                                                                 | Wohnhaus                | Im Jahr 2018 wurde die Denkmaleigenschaft wegen Verfalls, Abbruchs aus bauordnungsrechtlichen Gründen oder ungenehmigter Veränderungen aberkannt. | 094 95330          | Baudenkmal     |                |
| Rudolph-Glauber-Straße (Karte)                                                  | Turm                    | Auf dem Gelände der Chemie AG: Luftturm, Block-Nr. 10.47.0. Der Turm wurde um 2010 abgerissen.                                                    | 094 95368          | Baudenkmal     | BW             |
| Sommerstraße 15                                                                 | Wohnhaus                | | 094 95340          |                |                |
| Zörbiger Straße Werkhalle Nr. 370 (Karte)                                       | Kraftwerk               | Kraftwerk-Süd, Torbogenstraße. Das Kraftwerk wurde abgerissen.                                                                                    | 094 95386          | Baudenkmal     | BW             |
| Teichwall 3 (Karte)                                                             | Wohnhaus                | Der Eckbau wurde um 2013 abgerissen. | 094 17636          | Baudenkmal     | Wohnhaus       |

### Greppin
| Lage                                                   | Bezeichnung       | Beschreibung | Erfassungs- nummer | Ausweisungsart | Bild              |
| ------------------------------------------------------ | ----------------- | --- | ------------------ | -------------- | ----------------- |
| Farbenstraße, Muldestraße Muldestraße, Areal B (Karte) | Azo-Ost Eisfabrik | Fabrik, Azo-Ost Eisfabrik, AZ-Betrieb, Gebäude-Nr. 29.01.00/29.02.00. Das Gebäude wurde um 2014 abgerissen und im Jahr 2019 aus dem Denkmalverzeichnis ausgetragen. | 094 90081          | Baudenkmal     | Azo-Ost Eisfabrik |
| Farbenstraße (Karte)                                   | Werkstattgebäude  | Gebäude Nr.: 26.07.0 | 094 90089          | Baudenkmal     | Werkstattgebäude  |
| auf dem Gelände der Chemie AG                          | Wandbild          | Gebäude Nr. 26.14.0 | 094 97865          |                |                   |
| Farbenstraße                                           | Laborgebäude      | Z-Labor, Gebäude Nr. 24.26.0 | 094 90087          |                |                   |
| Farbenstraße                                           | Werkhalle         | Umformer, Gebäude Nr. 25.27.1 | 094 90088          |                |                   |
| Farbenstraße                                           | Halle             | Halle mit Trapezdach, Gebäude Nr. 38.37.0 | 094 90093          |                |                   |
| Farbenstraße                                           | Halle             | Gebäude Nr. 29. | 094 90094          |                |                   |
| Lindenplatz 3                                          | Bauernhof         | | 094 96165          |                |                   |

### Holzweißig
| Lage                          | Bezeichnung | Beschreibung | Erfassungs- nummer | Ausweisungsart | Bild |
| ----------------------------- | ----------- | ------------ | ------------------ | -------------- | ---- |
| Hintere Dorfstraße 21 (Karte) | Wohnhaus    |              | 094 96561          |                | BW   |
| Hintere Dorfstraße 31 (Karte) | Wohnhaus    |              | 094 96562          |                | BW   |

### Wolfen
| Lage | Bezeichnung               | Beschreibung | Erfassungs- nummer | Ausweisungsart | Bild                      |
| --- | ------------------------- | --- | ------------------ | -------------- | ------------------------- |
| Hauptstraße 14 (Karte)                                                                                                 | Kraftwerk                 | Das Kraftwerk befand sich auf dem Gelände der ehemaligen ORWO-Filmfabrik, es war das Gebäude Nummer 0118, die Kraftzentrale. Erbaut wurde das Kraftwerk von 1909 bis 1913, bis 1925 wurde das Gebäude dann erweitert. Der Abriss erfolgte um 2007, der Wasserturm ist erhalten. | 094 90145          | Baudenkmal     | Kraftwerk                 |
| Hauptstraße 14, zum Bereich gehören u. a. folgende Gebäude: Nr. 0120a, 0120b, 0111, 0112, 0122, 0123, 0124, 0173, 0174 | Fabrik                    | ORWO-Filmfabrik | 094 12206          |                |                           |
| Hauptstraße 14 Gebäude 0610                                                                                            | Werkstattgebäude          | Fasertechnikum Wolfen | 094 96897          |                |                           |
| Leipziger Straße 139 (Karte)                                                                                           | Gaststätte Zur Weintraube | Denkmaleigenschaft erloschen, 2017 aus dem Denkmalverzeichnis ausgetragen | 094 80146          | Baudenkmal     | Gaststätte Zur Weintraube |

## Legende
In den Spalten befinden sich folgende Informationen:
- Lage: Nennt den Straßennamen und wenn vorhanden die Hausnummer des Kulturdenkmals. Die Grundsortierung der Liste erfolgt nach dieser Adresse. Der Link „Karte“ führt zu verschiedenen Kartendarstellungen und nennt die geographischen Koordinaten.
Link zu einem Kartenansichtstool, um Koordinaten zu setzen. In der Kartenansicht sind Baudenkmale ohne Koordinaten mit einem roten bzw. orangen Marker dargestellt und können in der Karte gesetzt werden. Baudenkmale ohne Bild sind mit einem blauen bzw. roten Marker gekennzeichnet, Baudenkmale mit Bild mit einem grünen bzw. orangen Marker.
- Offizielle Bezeichnung: Nennt den Namen, die Bezeichnung oder zumindest die Art des Kulturdenkmals und verlinkt, soweit vorhanden, auf den Artikel zum Objekt.
- Beschreibung: Nennt bauliche und geschichtliche Einzelheiten des Kulturdenkmals, vorzugsweise die Denkmaleigenschaften.
- Erfassungsnummer: Für jedes Kulturdenkmal wird in Sachsen-Anhalt eine 20stellige Erfassungsnummer vergeben. Die letzten zwölf Ziffern werden für die Untergliederung nach Teilobjekten genutzt und werden nur angegeben, soweit vergeben. In dieser Spalte kann sich folgendes Icon  befinden, dies führt zu Angaben zu diesem Baudenkmal bei Wikidata.
- Ausweisungsart: Die Einordnung des Denkmales nach § 2 Abs. 2 DenkmSchG LSA
- Bild: Ein Bild des Denkmales, und gegebenenfalls einen Link zu weiteren Fotos des Kulturdenkmals im Medienarchiv Wikimedia Commons. Wenn man auf das Kamerasymbol klickt, können Fotos zu Kulturdenkmalen aus dieser Liste hochgeladen werden: